# The Very Best of Supertramp
 (avril 2020).
Si vous disposez d'ouvrages ou d'articles de référence ou si vous connaissez des sites web de qualité traitant du thème abordé ici, merci de compléter l'article en donnant les références utiles à sa vérifiabilité et en les liant à la section « Notes et références ».
Albums de Supertramp
Live '88
(1988) The Very Best of Supertramp: Volume 2
(1992)
The Very Best of Supertramp est un album compilation du groupe Supertramp sorti en 1990.

## Aperçu
La compilation comprend 15 enregistrements en studio de Crime of the Century en 1974 à Brother Where You Bound en 1985. 
La photo de la pochette représente la grille de la couverture de Crime of the Century, la main portant le verre de jus d'orange de la jaquette de Breakfast in America et le parapluie orange de Crisis? What Crisis?.

## Accueil
Dans leur revue rétrospective, AllMusic note qu'il est impossible de compiler efficacement le travail de Supertramp, car le groupe est plus orienté vers les albums que vers les singles. Cependant, ils proposent une recommandation relative pour The Very Best of Supertramp, disant que « ça coule très bien » et que c'est « la chose la plus proche d'un aperçu définitif du groupe pop-prog des années 70 ».

## Version alternative
Une version néerlandaise, également intitulée The Very Best of Supertramp, sort fin 1989, avec les mêmes chansons mais dans un ordre différent et une pochette différente. Elle est assemblée par le label de compilation néerlandais Arcade, bien qu'elle sera ensuite été rééditée sur le label A&M. 
L'album est un succès majeur dans le palmarès néerlandais, passant neuf semaines au numéro un et 70 semaines au total. Compte tenu de son succès, A&M ne publie pas officiellement l'alternative The Very Best of Supertramp aux Pays-Bas, bien qu'elle ait maintenant remplacé la version Arcade.
La version cassette comprend également Even in the Quietest Moments, Sister Moonshine ainsi que Free as a Bird. 

## Titres
Toutes les chansons sont écrites par Rick Davies et Roger Hodgson sauf Cannonball par Rick Davies.
1. School
2. Goodbye Stranger
3. The Logical Song
4. Bloody Well Right
5. Breakfast In America
6. Rudy
7. Take the Long Way Home
8. Crime Of The Century
9. Dreamer
10. Ain't Nobody but Me
11. Hide In Your Shell
12. From Now On
13. Give a Little Bit
14. It's Raining Again
15. Cannonball

## Musiciens
Selon le livret qui accompagne l'album : 
- Richard Davies: chant, harmonica, piano, orgue, claviers, mélodica
- Roger Hodgson : chant, guitares, piano, claviers (sauf sur Cannonball)
- John Anthony Helliwell : saxophones, clarinettes, chœurs
- Dougie Thomson : basse
- Bob Siebenberg : batterie, percussions

### Musiciens additionnels
- Christine Helliwel, Vicky Siebenberg, Scott Gorham : chœurs sur Hide In Your Shell
- Jake Beddoe : scie musicale sur Hide In Your Shell
- Ken Scott : gong sur Crime of the Century
- Slyde Hyde : trombone, tuba sur Breakfast in America

- Marty Walsh : guitare sur Cannonball
- Doug Wintz : trombone sur Cannonball

## Données techniques
Format : Compilation des meilleurs succès, enregistrement original remasterisé
Label: A&M